# Домперидон
Домперидо́н (лат. Domperidonum, англ. Domperidone) — прокинетическое лекарственное средство, антагонист дофаминовых (D2, DA2) рецепторов.
Увеличивает темп желудочно-кишечной перистальтики, инициирует выделение пролактина. Используется в качестве противорвотного препарата, а также как средство для изучения дофаминергических механизмов.
По структуре близок к некоторым нейролептикам группы бутирофенона (дроперидол, пимозид). По действию близок к метоклопрамиду. В отличие от метоклопрамида плохо проникает через гематоэнцефалический барьер и поэтому практически не вызывает экстрапирамидных расстройств.

## Фармакологическое действие
Домперидон оказывает прокинетическое и противорвотное действие, нормализует функции органов желудочно-кишечного тракта.
Фармакодинамика
Блокирует периферические и центральные (в триггерной зоне головного мозга) дофаминовые рецепторы, устраняет ингибирующее влияние дофамина на моторную функцию ЖКТ и повышает эвакуаторную и двигательную активность желудка. Оказывает противорвотное действие, успокаивает икоту и устраняет тошноту. Повышает уровень пролактина в сыворотке крови.
Фармакокинетика
Абсорбция после приёма внутрь, натощак — быстрая (приём после еды, сниженная кислотность желудочного сока замедляют и уменьшают абсорбцию). Время достижения максимальной концентрации (TCmax) — 1 ч. Биодоступность — 15 % (эффект «первого прохождения» через печень). Связь с белками плазмы — 90 %. Проникает в различные ткани, плохо проходит через гематоэнцефалический барьер.
Метаболизируется в печени и в стенке кишечника (путём гидроксилирования и N-дезалкилирования). Выводится через кишечник (66 %) и почками (33 %), в том числе в неизмененном виде — 10 и 1 % соответственно. Период полувыведения (T1/2) — 7—9 ч., удлиняется при выраженной хронической почечной недостаточности.

## Применение
Препарат смягчает диспепсические симптомы, связанные с понижением опорожнения желудка.
Показания
Икота (R06.6), рвота и тошнота (R11) различного генеза, в том числе на фоне функциональных и органических заболеваний, инфекций, при токсемии, лучевой терапии, исследованиях ЖКТ, нарушениях диеты, на фоне лекарственного генеза: приём морфина, апоморфина, леводопы и бромокриптина. Атония желудочно-кишечного тракта (K31.8, K59.8), в том числе послеоперационная (Z98.8). Необходимость ускорения перистальтики при проведении эндоскопических и рентгеноконтрастных исследований ЖКТ.
Диспептические нарушения (K30) на фоне замедленного опорожнения желудка, гастроэзофагеального рефлюкса с эзофагитом (K21.0): чувство переполнения в эпигастрии, ощущение вздутия живота, метеоризм (R14), гастралгия (R52), изжога (R12), отрыжка с забросом или без заброса желудочного содержимого в полость рта.
Противопоказания
Гиперчувствительность, желудочно-кишечные кровотечения, механическая кишечная непроходимость, перфорация желудка или кишечника (стимуляция перистальтики может усугубить эти состояния), гиперпролактинемия, пролактинома. Противопоказан к применению детям в возрасте до 5 лет и для дети массой тела до 20 кг. С осторожностью и по назначению врача при почечной и печеночной недостаточности, беременности и при кормление грудью.
Применение при беременности и кормлении грудью
Возможно, если ожидаемый эффект терапии превышает потенциальный риск для плода и ребёнка (исследований у беременных женщин не проведено, низкие концентрации домперидона обнаруживаются в грудном молоке женщин).
Побочное действие
Со стороны пищеварительной системы: преходящие спазмы кишечника.
Со стороны нервной системы: экстрапирамидные расстройства (у детей и у лиц с повышенной проницаемостью ГЭБ).
Аллергические реакции: кожная сыпь, крапивница.
Прочее: гиперпролактинемия (галакторея, гинекомастия).

## Режим дозирования
Внутрь, за 15—20 минут до еды.
Взрослым и детям старше 5 лет: при хронических диспепсических явлениях — по 10 мг 3—4 раза в сутки и, в случае необходимости, дополнительно перед сном. При выраженной тошноте и рвоте — по 20 мг 3—4 раза в день и перед сном.
Детям до 5 лет: при хронических диспепсических явлениях — по 2,5 мг/10 кг 3 раза в сутки и, в случае необходимости, дополнительно перед сном. При выраженной тошноте и рвоте — по 5 мг/10 кг 3—4 раза в день и перед сном. При необходимости доза может быть удвоена.
Для больных с почечной недостаточностью необходима коррекция дозы, кратность приёма не должна превышать 1—2 раз в течение дня.
Передозировка
Симптомы: сонливость, дезориентация, экстрапирамидные расстройства (особенно у детей).
Лечение: приём активированного угля, при экстрапирамидных нарушениях — антихолинергические средства, противопаркинсонические или антигистаминные средства с антихолинергическими свойствами.
Взаимодействие
Циметидин, натрия гидрокарбонат снижают биодоступность домперидона. Антихолинергические и антацидные лекарственные средства нейтрализуют его действие. Не следует назначать домперидон вместе с холинолитиками (в связи с противоположным влиянием на перистальтику).
Повышают концентрацию домперидона в плазме: противогрибковые препараты азолового ряда, антибиотики из группы макролидов, ингибиторы ВИЧ-протеазы, нефазодон (антидепрессант).
Совместим с приёмом антипсихотических средств (нейролептиков), агонистов дофаминергических рецепторов (бромокриптин, леводопа). Одновременный приём с парацетамолом и дигоксином не оказывал влияния на концентрацию этих препаратов в крови.
Домперидон может приводить к увеличению интервала продолжительности желудочкового комплекса и индуцировать желудочковую тахисистолическую аритмию типа «пируэт» (torsade de pointes). В связи с этим следует избегать одновременного применения босутиниба и домперидона.

## Призыв к запрету препарата
Независимый журнал Prescrire 19 февраля 2014 года призвал Европейское медицинское агентство (ЕМА) запретить домперидон, аргументируя это «слишком слабым лечебным действием, чтобы оправдать риск преждевременных смертей». В публикации за 2012 году во Франции сообщается о сотнях смертельных случаев, которые связаны с приёмом домперидона. Журнал также ссылается на результаты исследований, проведённых в Дании и Канаде.